# Akemi Nakahashi
Akemi Nakahashi (中橋明美?, Nakahashi Akemi; Chiba, 5 agosto 1961) è un'ex cestista giapponese.

## Carriera
Con il Giappone ha disputato i Campionati del mondo del 1983.